# コラソン・ケ・ミエンテ
『コラソン・ケ・ミエンテ』（原題: Corazón que miente）は、メキシコのテレビドラマ。テレビサで2016年2月8日から5月14日まで放送された。